# Australiodillo setosus
Australiodillo setosus är en kräftdjursart som beskrevs av Lewis 1998. Australiodillo setosus ingår i släktet Australiodillo och familjen Armadillidae. Inga underarter finns listade i Catalogue of Life.